# Ordensburg Brandenburg
Die Brandenburg (russisch За́мок Бранденбу́рг) ist eine verfallene Ordensburg im heutigen Uschakowo im ehemaligen Ostpreußen, gelegen direkt am Frischen Haff.

## Hintergrund
Im Jahr 1206 veröffentlichte Papst Innozenz III. eine Bulle über die Christianisierung der Prußen, und 1217 erklärte Papst Honorius III. einen Feldzug gegen die preußischen Heiden, der als Preußischer Kreuzzug bekannt wurde, dem der Deutsche Orden 1226 beitrat. 1230 erteilte der Papst dem Deutschen Orden das Recht, die Prußen zu taufen.

## Gründung (1266)
Laut der Chronik des Landes Preußen von Peter von Dusburg zog Markgraf Otto III. von Brandenburg während des zweiten Prußenaufstand 1260–1283 in das Land der Prußen und gründete die Burg, die nach ihm Brandenburg benannt wurde. Die Burg wurde nahe der bestehenden Lenzenburg errichtet.

„Anno domini MCCLXVI marchio Brandenburgensis, ut premissum est, cum multitudine pugnatorum venit ad terram Prussie, et cum aliud agere non posset, de consilio magistri et fratrum edificavit castrum Brandenburgk et a nomine marchionatus sui ad perpetuam memoriam sic voluit appellari“

Es gab mehrere Gründe für den Bau der neuen Burg. Während des ersten prußischen Aufstands (1242–1249) hatte sich herausgestellt, dass die benachbarte Ordensburg Balga, die bisherige Hauptburg der Region, zu leicht blockiert werden konnte. Der weitere Grund war, dass der Ort der neuen Burg, gelegen an der Mündung der Frisching ins Haff, den Bau eines Hafens ermöglichte und anstelle der Lenzenburg als Verbindung zwischen Balga und Königsberg dienen konnte. Die Brandenburg konnte so als Ausgangspunkt zur Unterwerfung der Prußen in den folgenden Jahren dienen.

## Mittelalter

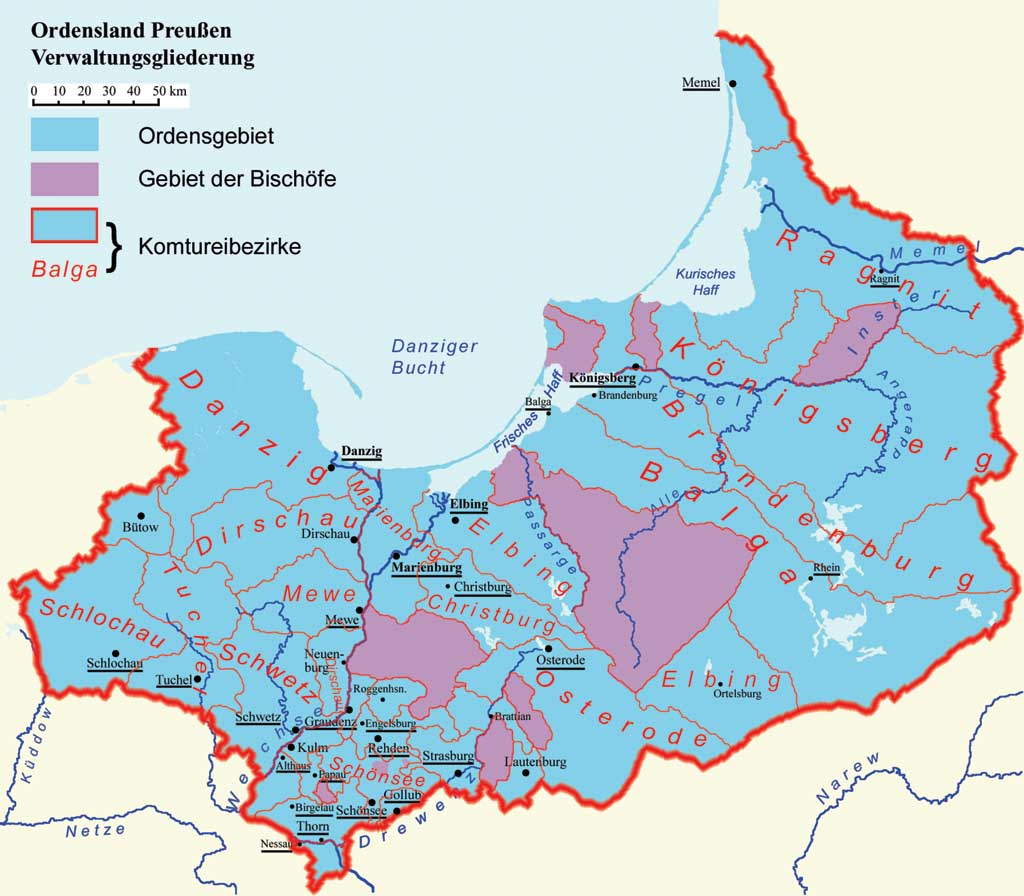
Verwaltungsgliederung des Deutschordensstaates

Die Ordensburg Brandenburg war Sitz einer der bedeutendsten Komturen des Ordensstaates. Im Schutz der Festung bildete sich bald eine Siedlung, in der Gastwirte, Handwerker, Gärtner und Fischer lebten.
Im Jahr 1379 erhielt der Brandenburger Komtur von Kaiser Karl IV. eine Reliquie der Heiligen Katharina, die in der Pfarrkirche ausgestellt wurde.
Im Jahr 1520 wurde die Burg von polnischen Truppen besetzt und beschädigt. Während des Dreizehnjährigen Kriegs wurde die Burg 1556 von bündischen Truppen besetzt und beschädigt.

### Neuzeit

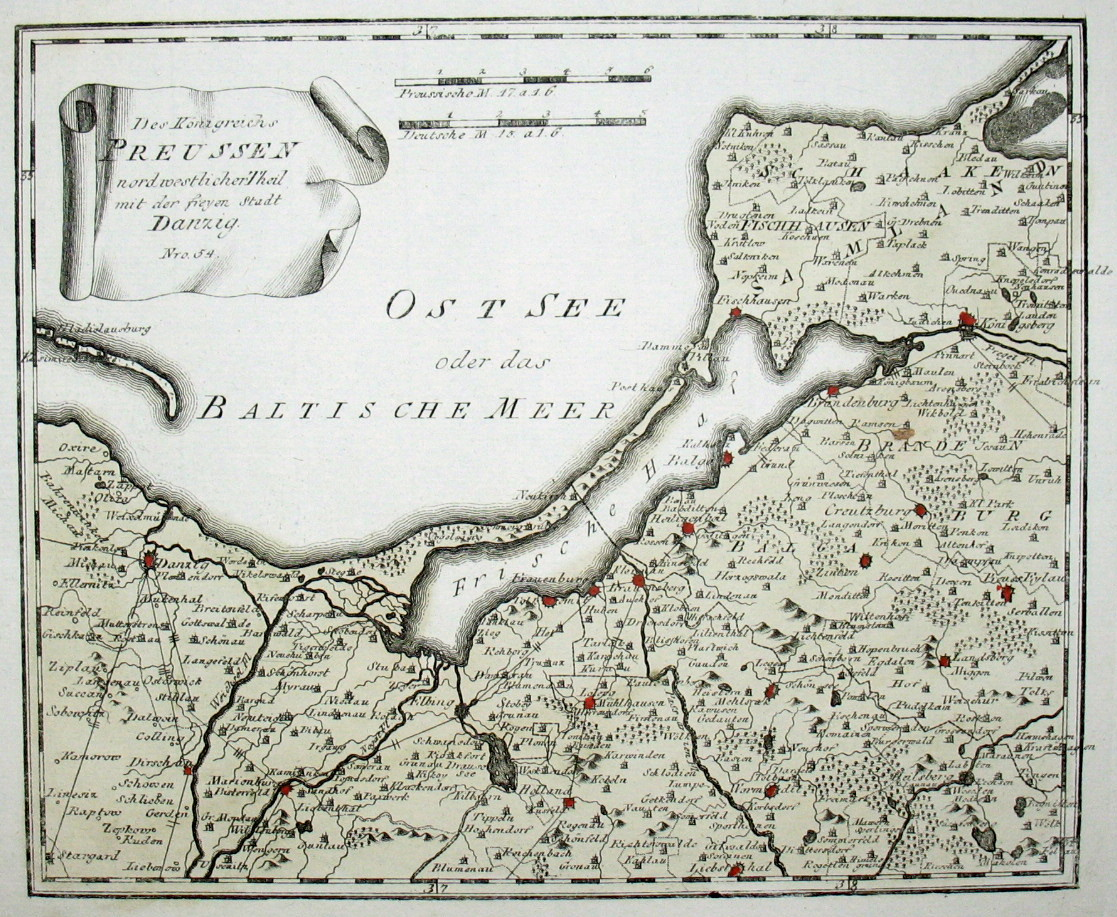
Brandenburg auf einer Karte des nordwestlichen Teils des Königreichs Preußen von 1791

Ab 1776 begann der Abbruch des Haupthauses. Noch 1820 wurden Granitsäulen der Burg zur Restaurierung der Marienburg verwendet.
Im Zweiten Weltkrieg lag Brandenburg in einer Zone der heftigen Kämpfe und wurde teilweise zerstört.
Nach der russischen Annexion Nord-Ostpreußens 1945 wurde das Dorf in Uschakowo umbenannt. Nach einer kleinen Renovierung lebten mehrere Familien von Einwanderern aus der UdSSR im südöstlichen Nebengebäude von Vorburg. Der im Krieg beschädigte südwestliche Karwan wurde als Schuppen genutzt. In der Mitte des ehemaligen Vorburghofs wurde ein kleiner Wasserturm aus installiert. Die bereits vor dem Krieg an die nördliche Verteidigungsmauer angebrachten Räumlichkeiten dienten auch als Scheunen.
Im Jahr 1964 empfahl das Allrussische Kunst- und Restaurierungszentrum die Burg unter Denkmalschutz zu stellen, was jedoch nicht geschah. In den frühen 1980er Jahren verfiel ein Teil des Daches des südöstlichen Nebengebäudes. Seit Anfang der neunziger Jahre wurde das verbliebene Mauerwerk zur Verwendung als Baumaterial weiter abgetragen.

## Moderne
Nach Erlass der Regierung des Kaliningrader Gebiets vom 23. März 2007, Nr. 132, erhielt die Ruine den Status eines Kulturerbes von regionaler Bedeutung.
2013 hat der Staatliche Schutzdienst für Kulturgüter des Kaliningrader Gebiets mit der Moskauer Firma ART Restoration eine Vereinbarung über die Restaurierung der Ordensburg geschlossen.
Ab 2016 war das Restaurierungsprojekt eingefroren. Im Jahr 2017 hat die Nordwestdirektion des russischen Kulturministeriums 15 Millionen Rubel für die Restaurierung der Burg bereitgestellt. Im selben Jahr wurde die Ruine von Trümmern befreit, und die Restaurierung der Mauerwerkswände beider Flügel der Burg begann.

## Beschreibung des Denkmals
Die Brandenburg war nach Ragnit die größte Komtursburg. Die Burg war ein dreiflügeliges Kastell mit Bergfried. Bemerkenswert war eine reiche Bauplastik  Marienburg in Lochstädt. Das Tor befand sich in der Mitte des Westflügels gegenüber der Vorburg. Alle vier Nebengebäude hatten Keller. Die ersten Stockwerke der Burgbauten dienten als Wirtschaftsräume. Im nordöstlichen Nebengebäude befand sich eine Küche, neben der sich ein Brunnen aus geschnitztem Kalkstein befand, der 1838 verfüllt wurde. Im Westflügel, im zweiten Stock, befand sich der Remter.